# Valeriana montana
La valeriana montana (Valeriana montana L., 1753) è una pianta angiosperma della famiglia delle Caprifoliacee.

## Distribuzione e habitat
Originaria delle montagne dell'Europa, il suo areale comprende la Spagna centro-orientale, la regione alpina, l'Italia meridionale, la Penisola Balcanica e i Carpazi orientali, crescendo in ambienti temperati.